# Vitacea admiranda
Vitacea admiranda is een vlinder uit de familie van de wespvlinders (Sesiidae). De wetenschappelijke naam van de soort is voor het eerst geldig gepubliceerd in 1882 door Edwards.
Deze soort komt voor in het Nearctisch gebied en het Neotropisch gebied.